# Aegosoma
Aegosoma is een kevergeslacht uit de familie van de boktorren (Cerambycidae). De wetenschappelijke naam van het geslacht werd voor het eerst geldig gepubliceerd in 1832 door Audinet-Serville.

## Soorten
Aegosoma omvat de volgende soorten:
- Aegosoma annulicornis (Komiya, 2001)
- Aegosoma cuneicornis (Komiya, 2000)
- Aegosoma giganteum Lansberge, 1884
- Aegosoma guerryi (Lameere, 1915)
- Aegosoma hainanensis Gahan, 1900
- Aegosoma ivanovi Danilevsky, 2011
- Aegosoma katsurai (Komiya, 2000)
- Aegosoma kusamai (Komiya, 1999)
- Aegosoma ornaticolle White, 1853
- Aegosoma ossea Aurivillius, 1897
- Aegosoma pallida Komiya & Drumont, 2012
- Aegosoma scabricorne (Scopoli, 1763)
- Aegosoma sinicum White, 1853